# Phraseanet
Phraseanet ist eine Digital-Asset-Management-Software, die 2010 von Alchemy als Open Source veröffentlicht wurde und sowohl zur Selbstinstallation On-Premises als auch als Software as a Service (Saas) angeboten wird.

## Geschichte
Phraseanet wurde 1996, damals noch unter dem Produktnamen Phrasea, von einem einzelnen Programmierer entwickelt und von Alchemy in Frankreich vertrieben. Die Software lief vorerst nur auf Power PCs mit Mac OS als Betriebssystem. Als Apple 1997 in eine schwere Krise stürzte, wurde die Applikation auch auf Windows portiert. 2001 startete die Hostingplatform phraseanet.com. In den Jahren 2003 und 2004 wurde die vierte Generation unter dem Namen Phraseanet IV, basierend auf Standardtechnologie wie MySQL, PHP und XML, neu entwickelt und im April 2005 auf den Markt gebracht. 2006 erschien während der Apple Expo Paris die Version 2.0 von Phraseanet IV. Auf der Linux Solutions Exhibition in Paris kündigte Alchemy einen Strategiewechsel an und veröffentlichte am 16. März 2010 unter dem geänderten Name Phraseanet eine erste stabile Open-Source-Version 3.0.0 unter der freien Lizenz GPLv3. Im September 2013 erschien die Version 3.8. Auf der Fachausstellung Documentation in Paris kündigte Alchemy am 6. April 2016 die Version 4 seiner Bildverwaltungssoftware an. Eine große Neuerungen war die Integration von Elasticsearch.

## Funktionen
- Die graphische Benutzeroberfläche ist vollständig webbasiert.
- Volltextsuche und Thesaurus
- erweitertes Rechtemanagement

## Große Phraseanet-Projekte
Phraseanet wird unter anderem in den Stadtverwaltungen von Paris, Nizza, Toulouse, Grenoble, Bordeaux und Montpellier eingesetzt, aber auch von den Fernsehsendern TF1, France Télévisions, Canal+ oder den Bildungseinrichtungen Universität Lille III und Universität Paris III – Sorbonne Nouvelle.